# Ізвод
Ізво́д (від церк.-слов. изводъ — «зведення», «список», «редакція») — традиція прочитання (або вимова, редакція) церковнослов'янської мови з наближенням до однієї із сучасних слов'янських мов. Також, традиція запису (транслітерації) церковнослов'янського тексту літерами сучасного алфавіту однієї зі слов'янських мов за принципом «як чується — так пишеться».

## Історія
Церковнослов'янська мова, що використовувалася лише в церковному вжитку, піддавалася впливу місцевої мови, тому вже в 12 столітті чітко простежується її поділ на так звані ізводи, варіанти прочитання.

## Варіанти ізводів
- болгарський[5] (вийшов з ужитку)
- македонський
- східнослов'янські[6]
  - київський[7][8][9]
  - московський
    - старомосковський
    - новомосковський

  - білоруський
- сербський[10] (вийшов з ужитку)
- валахо-молдавський
- хорватський глаголичний[11]
- чеський
- боснійський[12]

У східнослов'янському ізводі, в свою чергу, простежувалася різниця між вимовою в Московськії державі і вимовою на українських землях. На основі цих відмінностей відбувся поділ на київський ізвод і московський ізвод.

## Приклад
| Ѿче нашъ иже еси на небесѣхъ, да свѧтитсѧ имѧ Твое, да прїидетъ царствїе Твое, да будетъ волѧ Твоѧ, ѧко на небеси и на земли. Хлѣбъ нашъ насущныий даждь намъ дне́сь и остави намъ долъгы наша, ѧко и мы оставлѧемъ долъжникомъ нашимъ и не въведи насъ в напасть но избави насъ ѿ лукаваго. |

| Отче наш, Иже еси на небесех! Да святится имя Твое, да приидет Царствие Твое, да будет воля Твоя, яко на небеси и на земли. Хлеб наш насущный даждь нам днесь; и остави нам долги наша, якоже и мы оставляем должником нашим; и не введи нас во искушение, но избави нас от лукаваго. |

| Отче наш, іже єси на небесіх, да святится імя Твоє; да приідет царствіє Твоє; да будет воля Твоя, яко на небеси і на земли. Хліб наш насущний даждь нам днесь; і остави нам долги наша, якоже і ми оставляєм должником нашим, і не введи нас во іскушеніє, но ізбави нас от лукаваго. |